# Инстинкт обречённых
«Инстинкт обречённых» — пятый студийный альбом российской группы «Amatory», выпущенный 26 октября 2010 года. В записи альбома принимал участие продюсер Tue Madsen (The Haunted, Ektomorf, Suicide Silence, Mnemic, Dark Tranquillity и т. д.).

## История создания альбома
Работу над новым альбомом группа начала осенью 2009 года: «…На данный момент у нас в работе находится порядка 6-7 новых песен, а также куча ещё несыгранного материала… Сейчас мы готовим специальный туровый сингл, который как минимум всех удивит и задаст новый этап и планку в творчестве [AMATORY]!». 27 октября был опубликован интернет-сингл «Багровый Рассвет», а 3 декабря состоялась презентация видеоклипа на этот сингл. На концертах Sick & Loud Tour’a помимо «Багрового Рассвета» исполнялась ещё одна новая песня — «Империя Зла». После завершения Sick & Loud Tour’a работа над новым альбомом продолжилась, а в июле 2010 года группа приступила к непосредственной записи альбома, но без Игоря [IGOR] Капранова, который покинул группу. Сессионным вокалистом стал Вячеслав Соколов (Such A Beautiful Day, The Wheels Of Sorrow), который выступил с группой на трёх концертах в августе 2010 года. Поклонники коллектива долго рассуждали о том, кто придёт на место свободного вокалиста, но группа тщательно скрывала информацию. 6 октября увидел свет новый сингл «Сквозь Закрытые Веки», а также был представлен новый вокалист. Им стал Вячеслав [SLAVA] Соколов. 20 октября были опубликованы дата и название нового альбома. Он получил название «Инстинкт Обречённых», так же стало известно что он будет издан в виде красочного digipack’а. Помимо этого группа представила аудио и видео трейлеры, где были представлены 30 секундные отрезки песен и их названия. 26 октября альбом поступил в продажу.

## Список композиций
| №   | Название                                              | Длительность |
| --- | ----------------------------------------------------- | ------------ |
| 1.  | «Сквозь закрытые веки»                                | 3:55         |
| 2.  | «Стеклянные люди (feat. Евгений Потехин (The Korea))» | 3:32         |
| 3.  | «Империя зла (feat. Евгений Потехин (The Korea))»     | 4:06         |
| 4.  | «Белый шум»                                           | 3:40         |
| 5.  | «Инферно»                                             | 3:40         |
| 6.  | «F20»                                                 | 3:39         |
| 7.  | «Молчи!»                                              | 3:46         |
| 8.  | «Горизонты снов»                                      | 4:05         |
| 9.  | «Один час до конца света»                             | 3:08         |
| 10. | «Ответ знает…»                                        | 2:08         |
| 11. | «Багровый рассвет»                                    | 3:31         |
| 12. | «Я слышу голоса миллионов»                            | 4:56         |

## Участники записи
Amatory
- Александр [ALEX] Павлов — гитара, семплы, синтезатор
- Денис [DENVER] Животовский — бас-гитара, чистый вокал, гроулинг
- Дмитрий [JAY] Рубановский — гитара
- Даниил [STEWART] Светлов — ударные, программирование битов на треках «Белый Шум», «Горизонты Снов»
- Вячеслав [SLAVA] Соколов — вокал, скриминг

Дополнительные музыканты
- Tony Underbiz — семплы, синтезатор
- Tue Madsen — семплы, синтезатор
- Александр Заранкин (Animal ДжаZ) — клавишные на треке «Я Слышу Голоса Миллионов»
- Heiko Klotz — клавишные на треке «Белый Шум»
- Евгений Потехин (The Korea) — вокал на треках «Стеклянные Люди», «Империя Зла»
- Максим Кравцов — дополнительный вокал
- Андрей Чернышев — дополнительный вокал

Дополнительный персонал
- Tue Madsen — микширование, мастеринг, звукоинженер, продюсирование
- Максим Кравцов — звукоинженер
- Андрей Чернышев — звукоинженер
- Юрий Смирнов — звукоинженер
- Арсений «A-Ra» — художественное оформление, дизайн обложки
- Мария Митрофанова — фотограф
- Александр Павлов — руководитель оформления, управление продуктом
- Даниил Светлов — управление продуктом
- Денис Животовский — управление продуктом
- Алексей Кузовлев — реклама
- Amatory — продюсирование

## Награды
- По итогам 2010 года журнала Dark City, альбом занял 2 место в номинации «Лучший российский альбом», а сам коллектив оказался на 2 месте в номинации «Лучшая российская группа[11].